# Kidz
Kidz è un singolo della boy band britannica Take That, secondo estratto dal loro sesto album, Progress, diffuso alla radio dal gennaio 2011 e pubblicato ufficialmente il 28 febbraio seguente.

## Tracce
Singolo CD
1. Kidz – 4:42
2. Rocket Skip